# Paul Bollenback
Paul Norris Bollenback (* 6. Juni 1959 in Hinsdale, Illinois) ist ein US-amerikanischer Jazzmusiker (Gitarre, Komposition) des Modern Jazz.

## Leben und Wirken
Bollenback wuchs in Hastings-on-Hudson, einer New Yorker Vorstadt, auf. Mit sieben Jahren erhielt er von seinem Vater seine erste Gitarre. Als er elf Jahre alt war, zog seine Familie nach Neu-Delhi. Nach seiner Rückkehr nach New York City spielte er E-Gitarre in Rockbands im Raum New York. Unter dem Eindruck der Musik von Miles Davis begann er, sich mit Jazz zu beschäftigen. Ab 1975 lebte er mit seiner Familie in Washington, D.C., bevor er sein Studium an der University of Miami begann. Anschließend hatte er Privatunterricht bei Asher Zlotnik. 1987 entstanden erste Aufnahmen, als er der Band von Gary Thomas, Seventh Quadrant, angehörte, an deren Album für Enja er mitwirkte. Ab 1990 spielte er mit Joey DeFrancesco, mit dem er 16 Jahre zusammenarbeitete. Für Joey DeFrancescos Album Reboppin’ (1991) steuerte er die Kompositionen „Wookies’s Revenge“ und „Romancin’ the Moon“ bei. 1993 erhielt er ein Stipendium der Virginia Commission on the Arts und des National Endowment for the Arts, mit dem er New Music for Three Jazz Guitars schrieb.
Unter eigenem Namen legte Bollenback eine Reihe von Alben vor; 1995 erschien Original Visions bei Challenge Records, unter Beteiligung von Gary Thomas, Joey DeFrancesco, Ed Howard und Terri Lyne Carrington. Bollenback gastierte auch in TV-Shows wie The Tonight Show, Good Morning America, Joan Rivers, The Today Show und Entertainment Tonight. Des Weiteren spielte er im Laufe seiner Karriere mit Stanley Turrentine, Gary Bartz, Jeff Tain Watts, Joe Locke, Tim Garland, David Fathead Newman, Steve Wilson, Geoffrey Keezer, Grady Tate, Shunzo Ohno, James Moody, Chris McNulty, Jack McDuff, Charlie Byrd, Paul Bley, Carol Sloane, Carter Jefferson, Herb Ellis, Jimmy Bruno und in East Meets West mit Sandip Burman. Im Bereich des Jazz war er zwischen 1987 und 2015 an 102 Aufnahmesessions beteiligt.
Bollenback lebt in New York und unterrichtete an der American University und am Queens College; zu seinen Schülern gehörten u. a. Sandra Hempel und Martin Schulte.

## Diskographische Hinweise
- Double Gemini (Challenge, 1997), mit Jeff „Tain“ Watts, Joey DeFrancesco
- Soul Grooves (Challenge, 1999), mit Jim Rotondi, Eric Alexander, Steve Davis, Joey DeFrancesco, Steve Wilson, Jeff Tain Watts, Broto Roy
- Paul Bollenback/Andrei Kondakov:  Alone and Together (Boheme, 2000)
- Double Vision (Challenge, 2000), mit Jeff „Tain“ Watts, Joey DeFrancesco
- Dreams (Challenge, 2001), mit Joe Locke, Ray Drummond, Jeff Tain Watts, Terri Lyne Carrington
- Invocation (Elephant, 2007), mit Randy Brecker, Ed Howard, Victor Lewis, Chris McNulty
- Steve Gadd and Friends Featuring Joey DeFrancesco, Ronnie Cuber, Paul Bollenback and Edie Brickell: Live at Voce (BFM Jazz, 2p010)